# مقاطعة بروستر (تكساس)
مقاطعة بروستر (بالإنجليزية: Brewster  County)‏ هي إحدى المقاطعات في ولاية تكساس، الولايات المتحدة الأمريكية، يبلغ عدد سكانها 9,232 نسمة طبقا لإحصاء عام 2010 .

موقع المقاطعة في ولاية تكساس